# Ingestion
Ingestion ist eine Form der Inkorporation und beschreibt im physiologischen und medizinisch-toxikologischen Bereich die Aufnahme eines Stoffes in den Körper über den Mund bzw. Verdauungstrakt (im Gegensatz beispielsweise zur Aufnahme über die Haut oder Lunge). Als gefährlich gilt in diesem Zusammenhang z. B. die Aufnahme gesundheitsschädlicher Stoffe durch Nahrungsmittel oder das Trinkwasser.
Daneben wird der Begriff Ingestion auch bei der Messung der ökologischen Energiebilanz eines Organismus verwendet. Die Ingestionsrate ist hierbei die Menge aufgenommener Nahrung (z. B. in g oder in kJ pro Zeiteinheit) durch das betreffende Tier oder die untersuchte Population. Der gesamte Inhalt des Magen-Darm-Trakts wird als Ingesta bezeichnet. Sie besteht aus aufgenommenen Nahrungspartikeln und Flüssigkeiten.
Neuerdings wird im Bereich Big Data/Data Science der Dateneingang als Data Ingestion (übernommen aus dem Englischen) bezeichnet.

## Andere Aufnahmewege
Die Art der Aufnahme (Inkorporation) kann außer durch Ingestion inhalativ (durch die Atmung), dermal (durch Hautkontakt), intravenös, intramuskulär oder intraperitoneal (d. h. durch die Bauchhöhle) erfolgen.